# Лотув
Лотув (пол. Łotów) — село в Польщі, у гміні Вербковичі Грубешівського повіту Люблінського воєводства. Населення — 50 осіб (2011).

## Історія
За даними етнографічної експедиції 1869—1870 років під керівництвом Павла Чубинського, у селі проживали греко-католики, які розмовляли українською мовою.
У 1975—1998 роках село належало до Замойського воєводства.

## Демографія
Демографічна структура станом на 31 березня 2011 року:
|          | Загалом | Допрацездатний вік | Працездатний вік | Постпрацездатний вік |
| -------- | ------- | ------------------ | ---------------- | -------------------- |
| Чоловіки | 25      | 8                  | 13               | 4                    |
| Жінки    | 25      | 5                  | 13               | 7                    |
| Разом    | 50      | 13                 | 26               | 11                   |

## Відомі особи
- У Лотові народився український радянський діяч Микола Щирба (1902—1984)[4].